# Fisker Karma

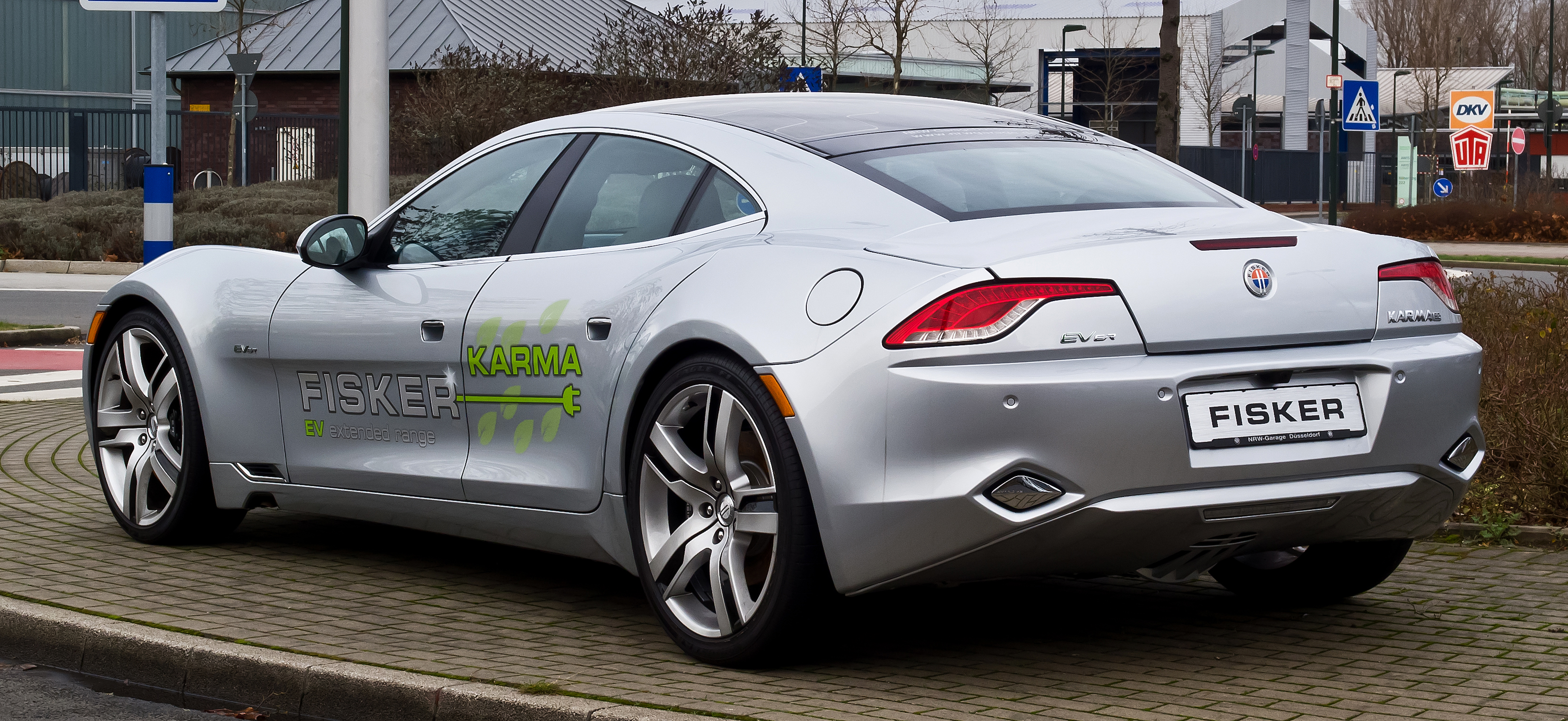
Heckansicht

Der Fisker Karma war eine Plug-in-Hybrid-Oberklasselimousine des amerikanischen Automobilherstellers Fisker Automotive, angetrieben von zwei 150-kW-Elektromotoren (zusammen 408 PS). Im Sport-Modus liefert zur Steigerung der Leistung und zur Verlängerung der Reichweite von 81 km um 400 km ein Generator Strom zu, der von einem 156 kW (212 PS) starken Ottomotor, einem Ecotec-Motor von General Motors mit zwei Litern Hubraum, angetrieben wird. Dieses Konzept wurde vom Hersteller „EVer“ genannt (electric vehicle extended range).
Der ECE-Normverbrauch liegt bei 2,2 l/100 km.
Der Wagen wurde ab Juni 2011 vom Auftragsfertiger Valmet Automotive in Finnland gebaut, der auch schon im Auftrag von Porsche die Modelle Boxster und Cayman fertigte.
Der Fisker Karma kann als reines Elektroauto betrieben werden (vom Hersteller Stealth-Modus genannt) und hat dann eine angegebene Reichweite von 81 km, eine Höchstgeschwindigkeit von 153 km/h und eine Beschleunigung von 7,9 s von 0 auf 100 km/h.
Wird der Sport-Modus gewählt, bei dem der 4-Zylinder-Ottomotor über einen 175-kW-Generator zusätzlich Strom für die beiden Elektromotoren liefert, steigt die Höchstgeschwindigkeit auf 200 km/h und die Beschleunigung von 0 auf 100 km/h dauert 5,9 s. Der Wagen ist in dieser Form ein Hybridauto, und zwar ein Plug-in-Hybrid.
Die Karosserieform wurde von dem dänischen Designer Henrik Fisker entworfen, der früher als Designer für BMW, der Ford-Tochter Ingeni, und Aston Martin arbeitete und mit dem deutschen Ingenieur Bernhard Köhler die Entwickler- und Custom-Firma Fisker Coachbuild LLC gründete, die zusammen mit Quantum Fuel Technologies Worldwide die Herstellerfirma Fisker Automotive ins Leben rief.
Die knapp fünf Meter lange und knapp zwei Meter breite Skelettkarosserie (space frame) besteht aus Aluminium, das von Norsk Hydro geliefert wird.
Wegen wirtschaftlicher Schwierigkeiten von Fisker wurde die Produktion im November 2012 eingestellt. Die Karma Automotive baute mit dem Karma Revero seit September 2016 jedoch ein baugleiches Modell. Außerdem produzierte der amerikanische Kleinserienhersteller VLF Automotive 2016 mit dem Destino ein auf dem Karma aufbauendes Modell mit dem 6,2-Liter-V8-Ottomotor aus der Corvette C7.

## Technik
Die beiden Elektromotoren mit je 150 kW und einem Gesamtdrehmoment von 1300 Newtonmeter treiben die Hinterachse an.
Verzögert wird das knapp 2,5 t (betriebsbereit inkl. Akku) schwere Fahrzeug beim schnellen Bremsen von zwei 6-Kolben-Brembo-Bremsen vorne und zwei 4-Kolben-Brembo-Bremsen an den Hinterrädern. Außerdem gewinnt der Wagen beim Bremsen Energie zurück, indem ein Teil der Bewegungsenergie wieder in elektrische Energie verwandelt wird (Rekuperation). Dabei können zwei Verzögerungsstufen vorgewählt werden.
Der Lithium-Eisenphosphat-Akkumulator des US-Batterieherstellers A123 Systems, eine spezielle Form des Lithium-Ionen-Akkumulators speichert maximal 20 kWh. A123 Systems war auch Teilhaber von Fisker Automotive. Die Batterie ermöglicht nach dem realitätsfernen Neuen europäischen Fahrzyklus (NEFZ) im rein elektrischen Betrieb eine Reichweite von 81 km. Sie wiegt 275 kg und ist im Mitteltunnel untergebracht.
In das Dach des Wagens ist ein gebogenes 120-Watt-Solarmodul integriert, das unter günstigen Bedingungen pro Jahr Strom für zusätzliche 300 km liefert. Der so gewonnene Strom ermöglicht es alternativ, den Wagen während Standzeiten zu kühlen.

## Name
Der Name Karma beruht auf dem entsprechenden Sanskritwort.
Der Begriff Stealth-Modus für reinen Elektrobetrieb ist inspiriert von der gleichnamigen Militärtechnologie. Der Entwickler des Antriebssystems und Mitgründer von Fisker Automotive, Quantum Technologies, führt immer noch Rüstungsaufträge aus und entwickelte für das amerikanische Verteidigungsministerium ein Stealthfahrzeug namens Aggressor Alternative Mobility Vehicle (AMV).

## Konkurrenzsituation und Fahreigenschaften

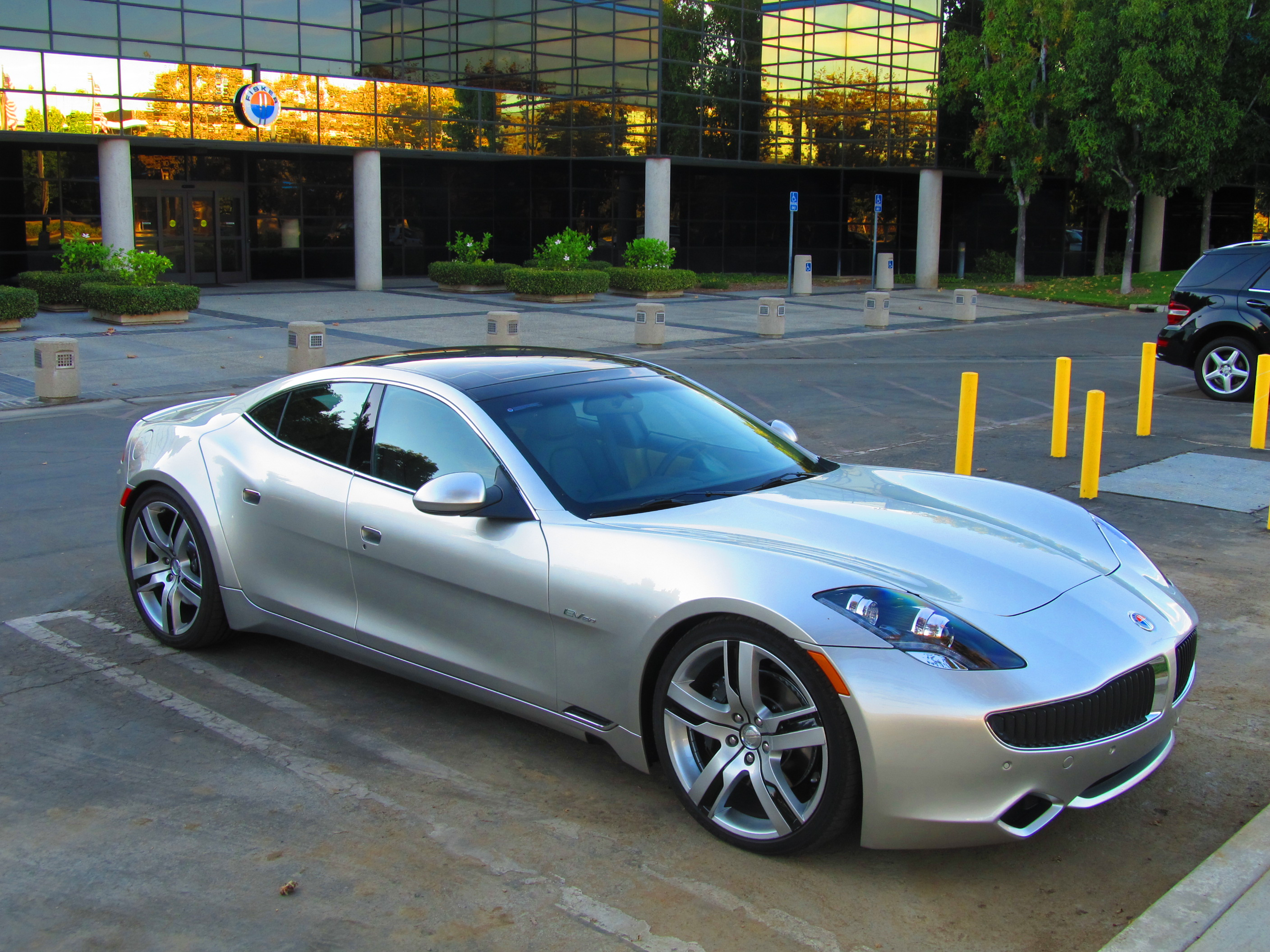
Die Gestaltung der Karosserie ist ein Werk des dänischen Designers Henrik Fisker, der auch den Aston Martin DB9 entwarf.

Henrik Fisker selbst gab als Benchmark die BMW-7er-Reihe und den Porsche Panamera an.
Der Fisker Karma könnte der Klasse der Gran-Turismo-Limousinen, größeren sportlichen Reiselimousinen, zugerechnet werden, die von Beschleunigung und Geschwindigkeit her zur Klasse der Sportwagen gehören, aber komfortabler gebaut sind.
Die Fahreigenschaften beschrieb die Zeitschrift auto motor und sport wie folgt: Seine ausgewogene Gewichtsbalance, der tiefe Schwerpunkt und die direkte, mitteilungsfreudige Lenkung verhelfen dem Fisker Karma tatsächlich zu einer überzeugenden Agilität mit viel Fahrspaßpotenzial. Dabei erkauft sich der Hecktriebler die Fahrdynamik keineswegs durch ein knochentrockenes Fahrwerk. Trotz der riesigen Räder (22 Zoll) überzeugt er mit gutem Komfort.

## Kritik
Kritisiert wurden in einigen Berichten die Geräusche des zuschaltbaren Verbrennungsmotors und die Verarbeitung der ersten Modelle (Produktionsnummer < 500). Ebenfalls wurde am Modelljahr 2012 die Visibilität und Funktionalität des Command Centers bemängelt, inklusive des darin integrierten Navigationssystems.

## Weitere Karosserievarianten

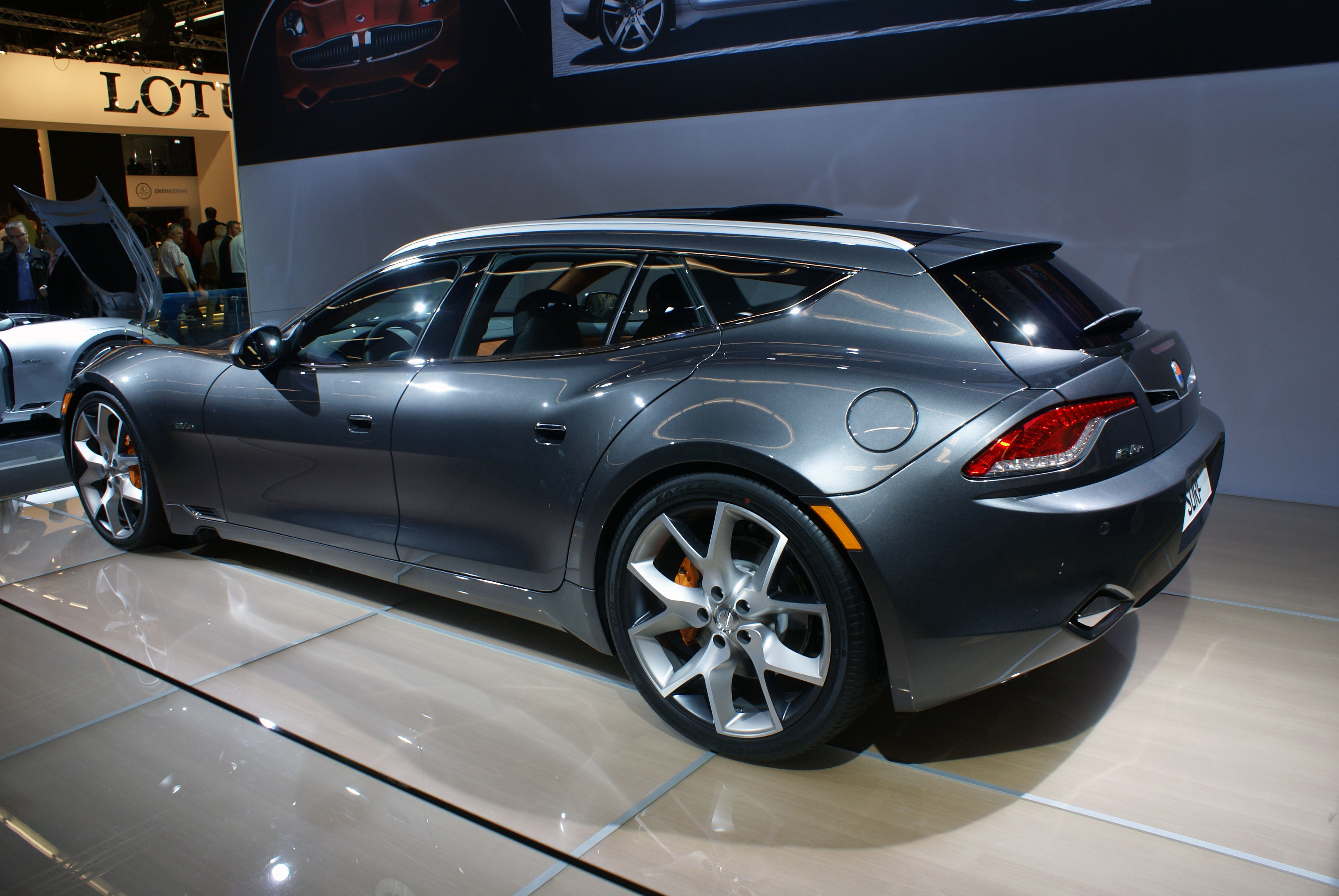
Kombivariante Fisker Surf auf der IAA

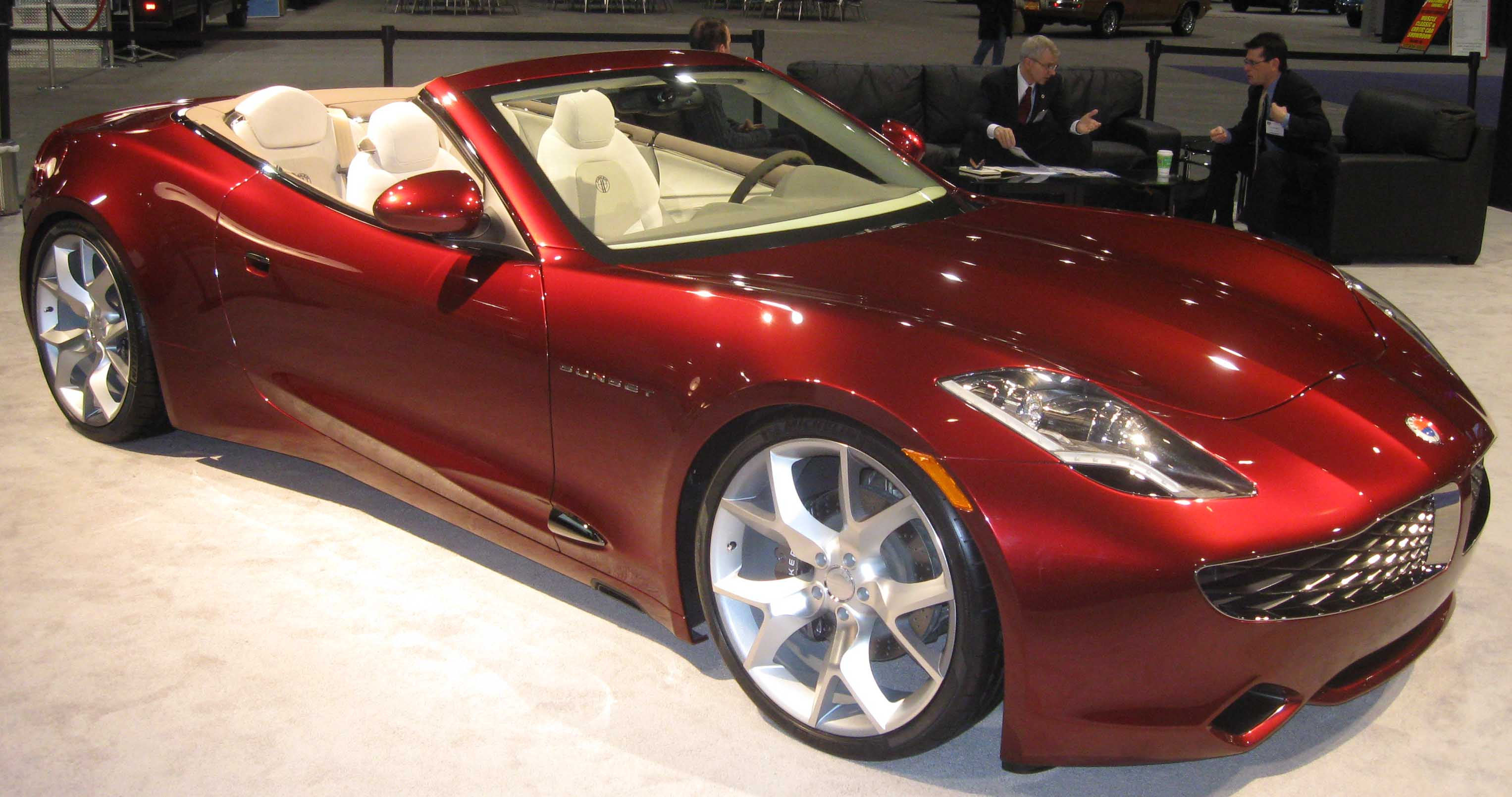
Cabrioprojekt Fisker Karma Sunset

Im Januar 2009 stellte Fisker Automotive das Projekt Fisker Karma S Sunset, ein Cabrio mit Hardtop auf Basis des Fisker Karma, auf der North American International Auto Show vor. Auf der IAA 2011 wurde eine Kombivariante des Karma unter dem Namen Surf präsentiert.

## Verschiedenes
Ashton Kutcher fährt in der neunten Staffel der Sitcom Two and a Half Men als Milliardär Walden Schmidt einen Fisker Karma.
In dem Film Einer nach dem anderen dient ein Fisker Karma einem Drogenboss als Fahrzeug.
In Haftbefehls Musikvideo zu Generation Azzlack ist in mehreren Sequenzen ein roter Fisker Karma zu sehen.